# Condado de Zumalacárregui
El condado de Zumalacárregui es un título nobiliario español creado por el pretendiente carlista Carlos V el 24 de mayo de 1836, concedido póstumamente al general Tomás Antonio de Zumalacárregui e Imaz, junto con el Ducado de la Victoria.
El 20 de julio de 1954 el general Francisco Franco reconoció el condado de Zumalacárregui como título del Reino, con Grandeza de España a favor de José María de Zumalacárregui y Prat, descendiente directo del hermano medio de Tomás de Zumalacárregui, ya que era hijo del mismo padre pero de la primera esposa de este.

## Condes de Zumalacárregui
|                                          | Titular                                     | Periodo                            |
| Creación por Pretendiente Carlos V       | Creación por Pretendiente Carlos V          | Creación por Pretendiente Carlos V |
| ---------------------------------------- | ------------------------------------------- | ---------------------------------- |
| I                                        | Tomás Antonio de Zumalacárregui e Imaz      | a título póstumo                   |
| Reconocido por Francisco Franco con G.E. |                                             |                                    |
| II                                       | José María Zumalacárregui Prat              | 1954-1956                          |
| III                                      | Tomás de Zumalacárregui y Martín de Córdoba | 1958-2010                          |
| IV                                       | Alexandra de Zumalacárregui y Errandonea    | 2011-actual titular                |

## Historia de los condes de Zumalacárregui
- Tomás de Zumalacárregui e Imaz (1788-1835), i conde de Zumalacárregui, i duque de la Victoria (denominación original).

1. Casó con Pancracia de Ollo y de la Mata.

Tuvieron los siguientes hijos:
1. Ignacia de Zumalacárregui y Ollo. Fallecida sin sucesión.
2. Josefa de Zumalacárregui y Ollo. Fallecida sin sucesión.
3. Vicenta Micaela de Zumalacárregui y Ollo (1833-1874). Fallecida sin sucesión.

Tomás Antonio de Zumalacárregui e Imaz tuvo por hermanos a:
1. José Manuel de Zumalacárregui e Imaz (1791-1833). (Tanto éste como María Ignacia, ambos eran hermanos de padre y de madre, al ser hijos de Francisco Antonio de Zumalacárregui y Múgica y de su segunda esposa María Ana de Imaz y Altolaguirre). Sin sucesión.
2. María Ignacia de Zumalacárregui e Imaz (1776, casada con Juan José de Aizquibel y Larrañaga. De ésta descienden los actuales duques de la Victoria de las Amezcoas.
3. José Martín de Zumalacárregui y Aseguinolaza (1765-1790), (hermano de padre y de su primera esposa María de la Concepción Aseguinolaza y Olarán). De él descienden los condes de Zumalacárregui. Casó con María de Amundarain y Otegui. Fueron padres de:

-Domingo Arsenio de Zumalacárregui y Amundarain (1790-1861). Casó con María Josefa de Arrúe y Azcárraga. Tuvieron por hijo a:
-Tomás de Zumalacárregui y Arrúe (n. en 1837). Casó con Adela Prat y Thomet. Su hijo José María de Zumalacárregui y Prat solicitó y obtuvo el reconocimiento de este título, como ii conde de Zumalacárregui con Grandeza de España.
Reconocido en 1954 con Grandeza de España, a favor de:
- José María de Zumalacárregui y Prat (1889-1956), ii conde de Zumalacárregui.

1. casó con María Eunomia Calvo y Moretras. Con un hijo fallecido antes que el:

- Tomás de Zumalacárregui y Calvo, heredero del titulo, fallecido antes que su padre.

1. casó con Inés Martín de Córdoba y Barreda. Su hijo sucedió al titulo:

- Tomás de Zumalacárregui y Martín de Córdoba (f. en 2010), iii conde de Zumalacárregui después de su abuelo.

1. casó con María Concepción Errandonea y Allende. Le sucedió:

- Alexandra de Zumalacárregui y Errandonea, iv condesa de Zumalacárregui.